# 부편

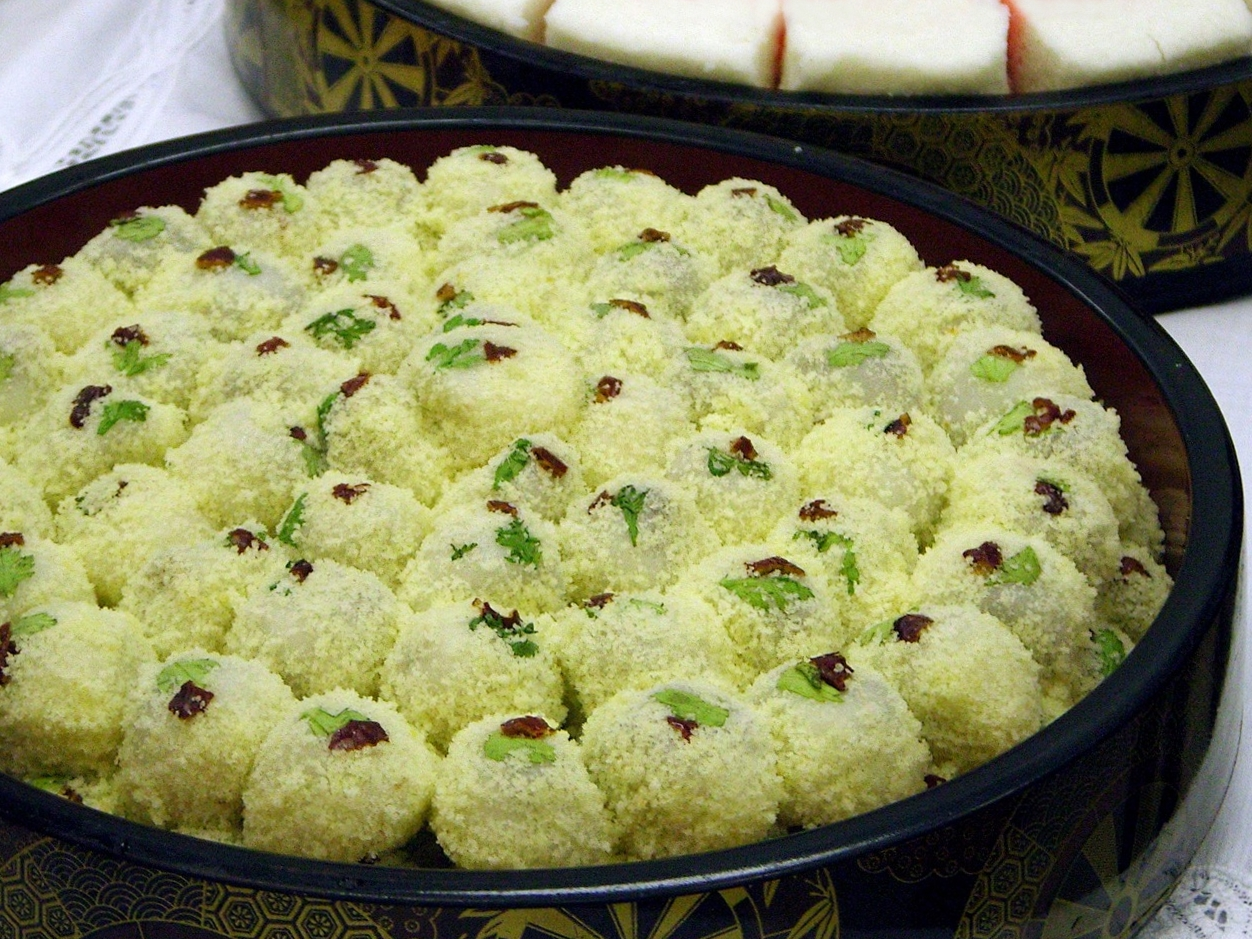
부편

부편은 경상도의 떡으로, 찹쌀가루를 익혀 반죽한 뒤 꿀과 계핏가루를 섞어 빚어 만든다. 경상남도 밀양시의 특산품이다.

## 준비
찹쌀가루를 끓는 물에 반죽하여 구운 콩가루, 계피가루, 꿀을 채워 작은 둥근 케이크 모양으로 만든다. 그런 다음 여기에 거피팥(껍질을 벗긴 팥, 종종 검은 품종)으로 만든 흰색 고물을 바르고 얇은 대추나 곶감(껍질을 깎아 말린 감)을 얹은 다음 시루(찜기)에 쪄낸다.

## 같이 보기
- 단자 (음식)
- 경단